# Dangereuse Callisto
Dangereuse Callisto est un recueil de nouvelles de science-fiction d'Isaac Asimov composé à partir du recueil Période d'essai publié en 1972. Ce recueil a été découpé en France en quatre parties : Dangereuse Callisto en est la première et a été publiée pour la première fois en 1974.

## Contenu
- Dangereuse Callisto ((en) The Callistan menace, 1940)
- Dans l'orbite du Soleil ((en) Ring around the Sun, 1940)
- L'Inestimable Trésor ((en) The magnificient possession, 1940)
- On n'arrête pas le progrès ((en) Trends, 1939)
- Une arme trop effroyable pour être utilisée ((en) The weapon too dreadful to use, 1939)
- Le Frère prêcheur, gardien de la flamme ((en) Black friar of the flame, 1942)
- Le Sens secret ((en) The secret sens, 1940)
- Homo Sol ((en) Homo Sol, 1940)

## Nouvelles

### Dangereuse Callisto
- Titre original : The Callistan menace
- Date de publication : avril 1940 dans Astonishing Stories
- Résumé : L'équipage du Cérès, comprenant 8 hommes, a pour mission d'explorer une lune de la planète Jupiter nommée Callisto. Les sept premières expéditions n'ont plus jamais donné signe de vie. Les membres du Cérès sont chargés de résoudre ce mystère.
- Autour de l'œuvre : Il s'agit de la deuxième nouvelle d'Asimov écrite en juin 1938 et intitulée à l'origine Stowaway. Il proposa le manuscrit le 18 juillet 1938 au magazine Astounding Science Fiction qui lui notifia un refus, le 22 juillet de la même année, reprochant à Asimov un certain amateurisme. Il tenta sa chance auprès du magazine Thrilling Wonder Stories qui refusa aussi le manuscrit le 9 août 1938. Au cours de l'été 1939, où il connut ses premiers succès, il retravailla le manuscrit et l'envoya de nouveau au magazine Thrilling Wonder Stories qui le refusa une seconde fois et sans plus de succès, auprès du magazine Amazing Stories. Vers la fin des années 1930, un de ses amis Frederik Pohl créa une revue baptisée Astonishing Stories qui accepta de publier le manuscrit dans son deuxième numéro qui parut en avril 1940. Pohl, qui avait la manie de changer les titres, la renomma The Callistan menace[1].

### Dans l'orbite du Soleil
- Titre original : Ring around the Sun
- Date de publication : mars 1940 dans Future Fiction
- Résumé : Jimmy Turner et Roy Snead, travaillant pour les « Courriers spatiaux réunis », sont désignés pour tester un nouveau vaisseau qui acheminera le courrier vers Vénus en frôlant le Soleil. Ce vaisseau est équipé d’un champ magnétique qui dévie les radiations solaires. En cas de succès, cela permettra d’assurer la distribution du courrier vénusien tout le long de l’année.
- Autour de l'œuvre :  Cette cinquième nouvelle d’Asimov a été écrite en août 1938. Il présenta le manuscrit à Astounding Science Fiction qui le refusa le 8 septembre ainsi que Thrilling Wonder Stories. La nouvelle fut acceptée, le 5 février 1939, par Future Fiction et publiée dans le deuxième numéro en mars 1940[2].

### L'Inestimable Trésor
- Titre original : The Magnificient Possession
- Date de publication : juillet 1940 dans Future Fiction
- Résumé :  Walter Sills a fabriqué de l’oxyde d’ammonium. Ce métal ressemble à de l’or et se fabrique à un coût relativement bas. Il espère grâce à son invention devenir très riche.
- Autour de l'œuvre :     Écrite fin novembre 1938, il s’agit de la neuvième nouvelle d’Asimov. À l’origine, elle s’intitula Ammonium. Il décida de ne pas la présenter à Astounding Science Fiction et l’envoya à Thrilling Wonder Stories qui la refusa. Lorsque Future Fiction accepta de publier Dans l’orbite du Soleil, il tenta sa chance auprès de ce magazine le 23 août 1939. Future Fiction publia cette nouvelle en juillet 1940 dans son troisième numéro sous le titre The Magnificient Possession. Asimov préparait, au moment où il écrivit cette nouvelle, un diplôme de chimie[3].

## Éditions françaises
- Denoël, coll. « Présence du futur », no 182, 2e trimestre 1974, traduction Jane Fillion.
- Denoël, coll. « Présence du futur », no 182, juin 1986, traduction de Jane Fillion, couverture de Stéphane Dumont  (ISBN 2-207-30182-6).
- Gallimard, coll. « Folio SF », no 217, juin 2005, traduction de Jane Fillion, couverture Éric Scala  (ISBN 2-07-030902-9).